# Lycenchelys ryukyuensis
Lycenchelys ryukyuensis es una especie de pez de la familia de los Zoarcidae en el orden de los perciformes.

## Morfología
- Los machos pueden llegar a alcanzar los 17 cm de longitud total.

Número de vértebras: 118-124.

## Hábitat
Es un pez de mar , de clima templado y que vive entre 991-1.533 m de profundidad

## Distribución geográfica
Se encuentra en el Mar de la China Oriental.

## Observaciones
Es inofensivo para los humanos. 